# Campionat del Món d'atletisme de 1987
Els segons campionats del Món d'atletisme, organitzats per l'Associació Internacional de Federacions d'Atletisme, es van dur a terme a l'Stadio Olimpico de Roma, Itàlia, del 28 d'agost al 6 de setembre.
En aquesta edició es van córrer per primera vegada els 10.000 metres i els 10 km marxa femenins.

## Resultats masculins

### Curses
1983|1987|1991 |1993 |1995
| Prova:                                                                                        | Or:                                                                           | Or:           | Argent:                                                                                   | Argent:      | Bronze:                                                                      | Bronze:      |
| --------------------------------------------------------------------------------------------- | ----------------------------------------------------------------------------- | ------------- | ----------------------------------------------------------------------------------------- | ------------ | ---------------------------------------------------------------------------- | ------------ |
| 100 m Detalls                                                                                 | Carl Lewis · United States                                                    | 9.93 85%      | Ray Stewart · Jamaica                                                                     | 10.08        | Linford Christie · Regne Unit                                                | 10.14        |
| 200 m Detalls                                                                                 | Calvin Smith · United States                                                  | 20.16         | Gilles Quénéhervé · France                                                                | 20.16        | John Regis · Regne Unit                                                      | 20.18        |
| 400 m Detalls                                                                                 | Thomas Schönlebe · East Germany                                               | 44.33 (CR/AR) | Innocent Egbunike · Nigeria                                                               | 44.56        | Butch Reynolds · United States                                               | 44.80        |
| 800 m Detalls                                                                                 | Billy Konchellah · Kenya                                                      | 1:43:06 (CR)  | Peter Elliott · Regne Unit                                                                | 1:43:41      | José Luiz Barbosa · Brazil                                                   | 1:43:76      |
| 1500 m Detalls                                                                                | Abdi Bile · Somalia                                                           | 3:36:80 (CR)  | José Luis González · Spain                                                                | 3:38:03      | Jim Spivey · United States                                                   | 3:38:82      |
| 5000 m Detalls                                                                                | Saïd Aouita · Morocco                                                         | 13:26:44 (CR) | Domingos Castro · Portugal                                                                | 13:27:59     | Jack Buckner · Regne Unit                                                    | 13:27:74     |
| 10000 m Detalls                                                                               | Paul Kipkoech · Kenya                                                         | 27:38:63 (CR) | Francesco Panetta · Italy                                                                 | 27:48:98     | Hansjörg Kunze · East Germany                                                | 27:50:26     |
| Marató Detalls                                                                                | Douglas Wakiihuri · Kenya                                                     | 2:11:48       | Ahmed Salah · Djibouti                                                                    | 2:12:30      | Gelindo Bordin · Italy                                                       | 2:12:40      |
| 110 m tanques Detalls                                                                         | Greg Foster · United States                                                   | 13.21 (CR)    | Jon Ridgeon · Regne Unit                                                                  | 13.29        | Colin Jackson · Regne Unit                                                   | 13.38        |
| 400 m tanqeus Detalls                                                                         | Edwin Moses · United States                                                   | 47.46 (CR)    | Danny Harris · United States                                                              | 47.48        | Harald Schmid · West Germany                                                 | 47.48 (AR)   |
| 3000 m obstacles Detalls                                                                      | Francesco Panetta · Italy                                                     | 8:08:57 (CR)  | Hagen Melzer · East Germany                                                               | 8:10:32      | William Van Dijck · Belgium                                                  | 8:12:18      |
| 20 km marxa Detalls                                                                           | Maurizio Damilano · Italy                                                     | 1:20:45 (CR)  | Jozef Pribilinec · Czechoslovakia                                                         | 1:21:07      | Josep Marín · Spain                                                          | 1:21:24      |
| 50 km marxa Detalls                                                                           | Hartwig Gauder · East Germany                                                 | 3:40:53 (CR)  | Ronald Weigel · East Germany                                                              | 3:41:30      | Vyacheslav Ivanenko · Soviet Union                                           | 3:44:02      |
| 4x100 m Detalls                                                                               | Lee McRae · Lee McNeill · Harvey Glance · Carl Lewis · United States          | 37.90         | Aleksandr Yevgenyev · Viktor Bryzgin · Vladimir Muravyov · Vladimir Krylov · Soviet Union | 38.02 (AR)   | John Mair · Andrew Smith · Clive Wright · Ray Stewart · Jamaica              | 38.41        |
| 4x400 m Detalls                                                                               | Danny Everett · Roddie Haley · Antonio McKay · Butch Reynolds · United States | 2:57.29 (CR)  | Derek Redmond · Kriss Akabusi · Roger Black · Phil Brown · Regne Unit                     | 2:58.86 (AR) | Leandro Peñalver · Agustín Pavo · Lázaro Martínez · Roberto Hernández · Cuba | 2:59.16 (NR) |
| WR Rècord del món \| CR Rècord del campionat \| AR Record del continent \| NR Rècord nacional |                                                                               |               |                                                                                           |              |                                                                              |              |

Ben Johnson va guanyar els 100 metres amb un temps de 9.83 segons, però va ser desqualificat per la IAAF quan Johnson va admetre haver emprat substàncies dopants el 1988.

### Concursos
1983 |1987 |1991 |1993 |1995
| Prova:                         | Or:                            | Or:        | Argent:                                                        | Argent:   | Bronze:                           | Bronze: |
| ------------------------------ | ------------------------------ | ---------- | -------------------------------------------------------------- | --------- | --------------------------------- | ------- |
| Salt de llargada Detalls       | Carl Lewis · United States     | 8.67 (CR)  | Robert Emmiyan · Soviet Union                                  | 8.53      | Larry Myricks · United States     | 8.33    |
| Triple salt Detalls            | Hristo Markov · Bulgaria       | 17.92 (CR) | Mike Conley · United States                                    | 17.67     | Oleg Sakirkin · Soviet Union      | 17.43   |
| Salt d'alçada Detalls          | Patrik Sjöberg · Sweden        | 2.38 (CR)  | Gennadiy Avdeyenko · Soviet Union · Igor Paklin · Soviet Union | 2.38 (CR) |                                   |         |
| Salt amb perxa Detalls         | Sergey Bubka · Soviet Union    | 5.85 (CR)  | Thierry Vigneron · France                                      | 5.80      | Rodion Gataullin · Soviet Union   | 5.80    |
| Llançament de pes Detalls      | Werner Günthör · Switzerland   | 22.23 (CR) | Alessandro Andrei · Italy                                      | 21.88     | John Brenner · United States      | 21.75   |
| Llançament de disc Detalls     | Jürgen Schult · East Germany   | 68.74 (CR) | John Powell · United States                                    | 66.22     | Luis Delís · Cuba                 | 66.02   |
| Llançament de martell Detalls  | Sergey Litvinov · Soviet Union | 83.06 (CR) | Jüri Tamm · Soviet Union                                       | 80.84     | Ralf Haber · East Germany         | 80.76   |
| Llançament de javelina Detalls | Seppo Räty · Finland           | 83.54 (CR) | Viktor Yevsyukov · Soviet Union                                | 82.52     | Jan Železný · Czechoslovakia      | 82.20   |
| Decatló Detalls                | Torsten Voss · East Germany    | 8680 (CR)  | Siegfried Wentz · West Germany                                 | 8461      | Pavel Tarnovetskiy · Soviet Union | 8375    |
| CR Rècord del campionat        |                                |            |                                                                |           |                                   |         |

## Resultats femenins

### Curses
1983|1987|1991 |1993 |1995
| Prova:                                                                    | Or:                                                                                        | Or:           | Argent:                                                                            | Argent:      | Bronze:                                                                                      | Bronze:      |
| ------------------------------------------------------------------------- | ------------------------------------------------------------------------------------------ | ------------- | ---------------------------------------------------------------------------------- | ------------ | -------------------------------------------------------------------------------------------- | ------------ |
| 100 m Detalls                                                             | Silke Gladisch · East Germany                                                              | 10.90 (CR)    | Heike Drechsler · East Germany                                                     | 11.00        | Merlene Ottey · Jamaica                                                                      | 11.04        |
| 200 m Detalls                                                             | Silke Gladisch · East Germany                                                              | 21.74 (CR)    | Florence Griffith-Joyner · United States                                           | 21.96        | Merlene Ottey · Jamaica                                                                      | 22.06        |
| 400 m Detalls                                                             | Olga Bryzgina · Soviet Union                                                               | 49.38         | Petra Schersing · East Germany                                                     | 49.94        | Kirsten Emmelmann · East Germany                                                             | 50.20        |
| 800 m Detalls                                                             | Sigrun Wodars · East Germany                                                               | 1:55.26 (NR)  | Christine Wachtel · East Germany                                                   | 1:55.32 (PB) | Liubov Gúrina · Soviet Union                                                                 | 1:55.56 (PB) |
| 1500 m Detalls                                                            | Tatyana Samolenko-Dorovskikh · Soviet Union                                                | 3:58.56 (CR)  | Hildegard Körner · East Germany                                                    | 3:58.67      | Doina Melinte · Romania                                                                      | 3:59.27      |
| 3000 m Detalls                                                            | Tatyana Samolenko-Dorovskikh · Soviet Union                                                | 8:38.73       | Marcicia Puica · Romania                                                           | 8:39.45      | Ulrike Bruns · East Germany                                                                  | 8:40.30      |
| 10000 m Detalls                                                           | Ingrid Kristiansen · Norway                                                                | 31:05.85 (CR) | Yelena Zhupiyeva-Vyazova · Soviet Union                                            | 31:09.40     | Kathrin Ullrich · East Germany                                                               | 31:11.34     |
| Marató Detalls                                                            | Rosa Mota · Portugal                                                                       | 2:25:17 (CR)  | Zoya Ivanova · Soviet Union                                                        | 2:32:38      | Jocelyne Villeton · France                                                                   | 2:32:53      |
| 100 m tanques Detalls                                                     | Ginka Zagorcheva · Bulgaria                                                                | 12.34 (CR)    | Gloria Siebert · East Germany                                                      | 12.44        | Cornelia Oschkenat · East Germany                                                            | 12.46        |
| 400 m tanques Detalls                                                     | Sabine Busch · East Germany                                                                | 53.62 (CR)    | Debbie Flintoff-King · Australia                                                   | 54.19        | Cornelia Feuerbach-Ullrich · East Germany                                                    | 54.31        |
| 10 km marxa Detalls                                                       | Irina Strakhova · Soviet Union                                                             | 44:12 (CR)    | Kerry Saxby · Australia                                                            | 44:23        | Yan Hong · Xina                                                                              | 44:42        |
| 4x100 m relleus Detalls                                                   | Alice Brown · Diane Williams · Florence Griffith-Joyner · Pam Marshall · United States     | 41.58 (CR)    | Silke Möller · Cornelia Oschkenat · Kerstin Behrendt · Marlies Göhr · East Germany | 41.95        | Irina Slyusar · Natalya Pomoschchnikova · Natalya German · Olga Antonova · Soviet Union      | 42.33        |
| 4x400 m relleus Detalls                                                   | Dagmar Neubauer-Rübsam · Kirsten Emmelmann · Petra Schersing · Sabine Busch · East Germany | 3:18.63 (CR)  | Aelita Yurchenko · Olga Nazarova · Mariya Pingina · Olga Bryzgina · Soviet Union   | 3:19.50      | Diane Dixon · Denean Howard-Hill · Valerie Brisco-Hooks · Lillie Leatherwood · United States | 3:21.04      |
| CR Rècord del campionat \| NR Rècord nacional \| PB Millor marca personal |                                                                                            |               |                                                                                    |              |                                                                                              |              |

### Concursos
1983 |1987 |1991 |1993 |1995
| Prova:                                       | Or:                                  | Or:        | Argent:                          | Argent: | Bronze:                        | Bronze: |
| -------------------------------------------- | ------------------------------------ | ---------- | -------------------------------- | ------- | ------------------------------ | ------- |
| Salt de llargada Detalls                     | Jackie Joyner-Kersee · United States | 7.36 (CR)  | Yelena Belevskaya · Soviet Union | 7.14    | Heike Drechsler · East Germany | 7.13    |
| Salt d'alçada Detalls                        | Stefka Kostadinova · Bulgaria        | 2.09 (WR)  | Tamara Bykova · Soviet Union     | 2.04    | Susanne Beyer · East Germany   | 1.99    |
| Llançament de pes Detalls                    | Natalya Lisovskaya · Soviet Union    | 21.24 (CR) | Kathrin Neimke · East Germany    | 21.21   | Ines Müller · East Germany     | 20.76   |
| Llançament de disc Detalls                   | Martina Hellmann · East Germany      | 71.62 (CR) | Diana Gansky · East Germany      | 70.12   | Tsvetanka Khristova · Bulgaria | 68.82   |
| Llançament de javelina Detalls               | Fatima Whitbread · Regne Unit        | 76.64 (CR) | Petra Felke · East Germany       | 71.76   | Beate Peters · West Germany    | 68.82   |
| Heptatló Detalls                             | Jackie Joyner-Kersee · United States | 7128 (CR)  | Larisa Nikitina · Soviet Union   | 6564    | Jane Frederick · United States | 6502    |
| WR Rècord del món \| CR Rècord del campionat |                                      |            |                                  |         |                                |         |

## Medaller
| Posició | País           | Or | Argent | Bronze | Total |
| 1.      | East Germany   | 10 | 11     | 10     | 31    |
| 2.      | United States  | 10 | 4      | 6      | 20    |
| 3.      | Soviet Union   | 7  | 12     | 6      | 25    |
| 4.      | Bulgaria       | 3  | 0      | 1      | 4     |
| 5.      | Kenya          | 3  | 0      | 0      | 3     |
| 6.      | Italy          | 2  | 2      | 1      | 5     |
| 7.      | Regne Unit     | 1  | 3      | 4      | 8     |
| 8.      | Portugal       | 1  | 1      | 0      | 2     |
| 9=      | Finland        | 1  | 0      | 0      | 1     |
| 9=      | Morocco        | 1  | 0      | 0      | 1     |
| 9=      | Norway         | 1  | 0      | 0      | 1     |
| 9=      | Somalia        | 1  | 0      | 0      | 1     |
| 9=      | Sweden         | 1  | 0      | 0      | 1     |
| 9=      | Switzerland    | 1  | 0      | 0      | 1     |
| 15.     | France         | 0  | 2      | 1      | 3     |
| 16.     | Jamaica        | 0  | 1      | 3      | 4     |
| 17=     | Czechoslovakia | 0  | 1      | 1      | 2     |
| 17=     | Spain          | 0  | 1      | 1      | 2     |
| 17=     | West Germany   | 0  | 1      | 1      | 2     |
| 17=     | Romania        | 0  | 1      | 1      | 2     |
| 21=     | Australia      | 0  | 2      | 0      | 2     |
| 21=     | Djibouti       | 0  | 1      | 0      | 1     |
| 21=     | Nigeria        | 0  | 1      | 0      | 1     |
| 24      | Cuba           | 0  | 0      | 2      | 2     |
| 25=     | Belgium        | 0  | 0      | 1      | 1     |
| 25=     | Brazil         | 0  | 0      | 1      | 1     |
| 25=     | Xina           | 0  | 0      | 1      | 1     |